# Tutschkowo
Tutschkowo (russisch Тучково) ist eine russische Siedlung städtischen Typs mit 17.381 Einwohnern (Stand 14. Oktober 2010) in der westlichen Oblast Moskau. Sie gehört zum Rajon (Landkreis) Rusa und liegt etwa 80 km westlich von Moskau an der Eisenbahnstrecke Moskau–Smolensk.

## Geschichte

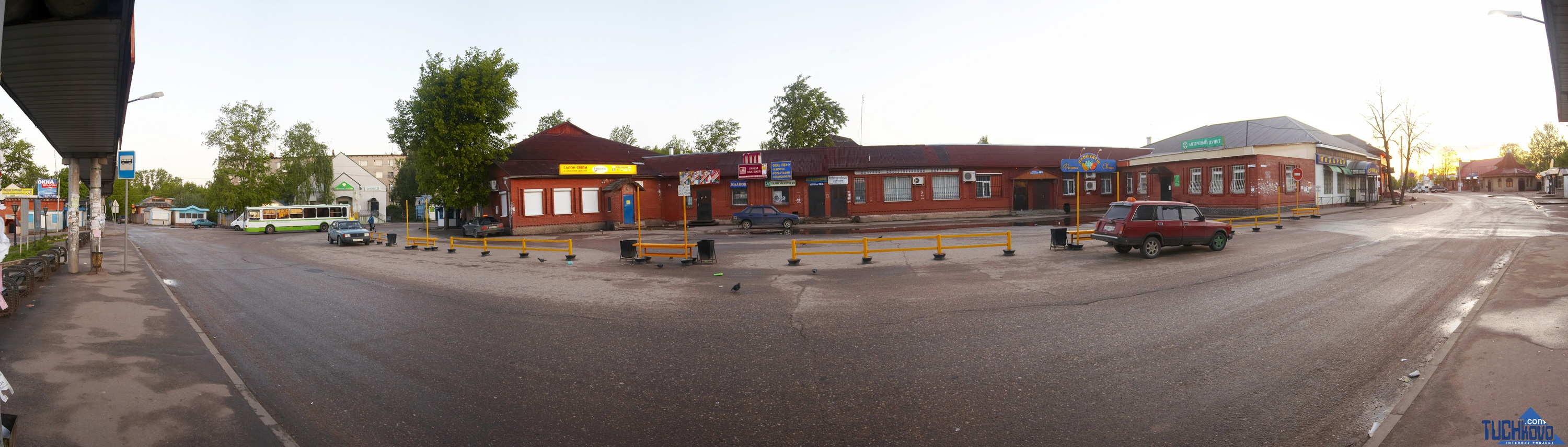
Panoramabild des Bahnhofsvorplatzes von Tutschkowo

Tutschkowo ging aus mehreren Dörfern hervor, die noch im 18. Jahrhundert dem Geschlecht der Tutschkows gehörten, das für die heutige Stadt namensgebend ist. Mitte des 19. Jahrhunderts hatten sie zusammen etwas über 700 Einwohner. 1870 wurde die Bahnstrecke von Moskau nach Smolensk mit einem kleinen Haltepunkt namens Muchino eröffnet, der sich im gleichnamigen Dorf befand, welcher zu den Besitztümern der Tutschkow-Familie gehörte. 1904 wurde der vormals unbedeutende Haltepunkt zu einem Bahnhof ausgebaut und erhielt nun den Namen Tutschkowo zu Ehren von zwei Vertretern dieses Geschlechts, die 1812 in der Schlacht von Borodino gefallen sind. Die Eisenbahnanbindung beschleunigte die Entwicklung der umliegenden Ortschaften: 1934 wurden sie zu einer Arbeitersiedlung vereinigt, die den Status einer Siedlung städtischen Typs erhielt. Im Zuge einer Gebietsreform der 2000er-Jahre wurde im Jahr 2006 die „städtische Siedlung Tutschkowo“ gebildet.

### Bevölkerungsentwicklung
| Jahr | Einwohner |
| ---- | --------- |
| 1939 | 3.059     |
| 1959 | 6.815     |
| 1970 | 9.042     |
| 1979 | 10.887    |
| 1989 | 15.047    |
| 2002 | 16.966    |
| 2010 | 17.381    |

Anmerkung: Volkszählungsdaten

## Wirtschaft und Verkehr
Heute gibt es in Tutschkowo mehrere Nahrungs- und Genussmittelbetriebe, unter ihnen eine Süßwarenfabrik, die heute zum Nestlé-Konzern gehört, außerdem eine Baustofffabrik. In der 10 km südwestlich gelegenen Siedlung Dorochowo befindet sich die Kreuzung der Fernstraßen M1 und A108. Vom Bahnhof Tutschkowo aus bestehen regelmäßige Zugverbindungen nach Moskau Belarussischer Bahnhof, Kubinka, Moschaisk und in andere Orte an der Moskau-Smolensker Strecke.